# Kefalotyri
Kefalotyri (en griego κεφαλότυρι: "cabeza cilíndrica"), nombre de un típico queso producido en diversas partes de Grecia al menos desde la época bizantina, se realiza con leche pura de oveja o mezclada con leche de cabra.

## Características
Este queso presenta bastantes similitudes con la feta aunque a diferencia de esta, es de consistencia bastante dura (aunque no lo suficiente como para ser rallado). Se presenta en formas de "cabeza" cilíndrica (es decir, como ocurre con otros quesos del mundo, en hormas cilíndricas bastante más anchas que altas). El peso de cada "cabeza" u horma varía entre los 6 a 8 kg.
Tal como ya se ha indicado su consistencia es relativamente dura, el color de su masa y de su "piel" dura, delgada, de apariencia seca y de color "crema" (es decir un color cuya tonalidad se encuentra entre el blanco y el amarillo muy claro), la masa presenta pequeños huecos o burbujas uniformemente distribuidas en ella.
Su gusto es ligeramente salado, de un sabor algo intenso si bien muy grato a los paladares.
El kefalotyri auténtico posee un porcentaje butiroso (tenor graso) de por lo menos el 40% respecto al peso neto de su masa y solo un máximo de humedad del 38% en su masa.

## Usos culinarios
Este queso se utiliza (entre otras cosas) para rellenar el típico pollo horneado a la griega y, en especial, para preparar la saganaki o "queso frito".